# マカッサル・ストレイト (護衛空母)
マカッサル・ストレイト (USS Makassar Strait, CVE-91) は、アメリカ海軍の護衛空母。カサブランカ級航空母艦の37番艦。艦名はジャワ沖海戦の英語名 (Battle of Makassar Strait) に由来する。

## 艦歴
当初AVG-91（航空機搭載護衛艦）と分類されたが、1942年8月20日にACV-91（補助空母）に艦種変更され、1943年7月15日にCVE-91（護衛空母）へ艦種変更される。艦名は当初「ウリタカ・ベイ (Ulitaka Bay) 」であったが、1943年11月6日に「マカッサル・ストレイト」に改名される。1943年12月29日に海事委任契約の下ワシントン州バンクーバーのカイザー造船所で起工し、1944年3月22日にトルーマン・J・ヘディング夫人によって進水、1944年4月27日にオレゴン州アストリアでウォーレン・K・バーナー艦長の指揮下で就役した。
西海岸沿岸で整調を行った後、「マカッサル・ストレイト」は6月6日にサンディエゴを出航し、真珠湾を経由してマーシャル諸島へ補充の航空機および乗員を運搬した。続いて戦傷兵を真珠湾および西海岸へ運び、7月13日にサンディエゴに到着した。続く2か月の大半を南カリフォルニアでの空母パイロット訓練任務に費やす。9月25日から10月15日までの間に129機をハワイおよびアドミラルティ諸島のマヌス島へ運搬した。70機の損傷したF4F艦上戦闘機を載せて10月26日に真珠湾に帰還、同湾沖でのパイロット訓練任務を再開した。
続く3か月に渡って「マカッサル・ストレイト」は海軍および海兵隊パイロットの訓練任務に貢献した。数十もの航空団および飛行隊からのパイロットたちは、「マカッサル・ストレイト」が参加した航空警戒任務、対潜水艦戦演習および夜間飛行任務において6,700回に及ぶ着艦を達成した。加えて航空爆撃および水雷攻撃に対する防御訓練も行った。
第97混成航空団と共に「マカッサル・ストレイト」は1945年1月29日に真珠湾を出航し、エニウェトク環礁を経由して西太平洋の戦場へ向かった。第50.8任務群に配属されると、2月9日から4月8日までの間に小笠原諸島から沖縄に対して攻撃を行う高速空母任務部隊（マーク・ミッチャー中将）に随伴する補給艦艇の護衛を担当した。4月8日に支援空母部隊に配属されると、「マカッサル・ストレイト」は沖縄での空爆作戦を始める。続く4週間にわたって敵目標に対する数多くの出撃を行った。搭載機は地上部隊への支援攻撃を実施し、敵の砲台および飛行場に有効的な攻撃を行った。加えて、敵機を4機破壊した。
5月7日、「マカッサル・ストレイト」は前進根拠地の慶良間諸島で搭載航空団を護衛空母「シップレイ・ベイ (USS Shipley Bay, CVE-85) 」に移し、グアムに向けて出航し、5月11日に到着した。その後グアムとサイパン島間で空母パイロットの回復訓練を担当し、7月19日にハワイに向けて出航した。クェゼリン環礁で50機を搭載し、真珠湾には7月29日に到着する。真珠湾で387名の軍関係者を乗せ、8月14日に帰国の途に就いた。
8月21日にサンディエゴに到着した「マカッサル・ストレイト」は、連合軍が太平洋での勝利を果たすまで91,000海里の距離を航海していた。その後、10月末まで空母パイロットの訓練を担当し、就役から15,500回以上の着艦を経験した。
「マカッサル・ストレイト」は「魔法の絨毯」作戦に参加するため11月4日にサンディエゴを出航した。真珠湾を経由して、補充部隊をマーシャル諸島に運び、クェゼリン環礁で1,092名の帰還兵を搭載、11月29日にサンディエゴに到着した。12月4日から1946年1月3日までにグアムへ同様の航海を行い、1,123名の士官および兵員を帰国させた。
1月5日にサンディエゴを出航した「マカッサル・ストレイト」は、サンフランシスコを経由して1月12日にワシントン州タコマに到着する。第19艦隊に配属され不活性化が行われ、1946年8月9日に退役する。タコマで太平洋予備役艦隊入りし、同地で係留される間の1955年6月12日にCVU-91（雑役空母）に艦種変更された。1958年8月28日にトーマス・S・ゲイツ海軍長官は「マカッサル・ストレイト」を標的艦とすることを承認し、1958年9月1日に除籍された。
1961年4月、カリフォルニア州のサン・クレメンテへと曳航される途中、サン・ニコラス島で座礁した。5月2日に船体を売却してその場で解体することが決まったが、遅くとも1965年頃までは解体されずそのままミサイルの標的として使われていた。
「マカッサル・ストレイト」は第二次世界大戦の戦功で2つの従軍星章を受章した。